# Dummy (album)
Dummy – debiutancki album angielskiej grupy Portishead wydany w 1994 roku przez wytwórnię Go! Beat.
W 1994 roku zdobył tytuł Albumu Roku magazynu Melody Maker oraz nagrodę Mercury Prize w roku następnym. W 2003 roku został sklasyfikowany na 419. miejscu listy 500 albumów wszech czasów magazynu Rolling Stone. Do 2008 roku został sprzedany w liczbie 3,6 miliona egzemplarzy zdobywając certyfikaty platynowej i złotej płyty.

## Album

### Historia
Geoff Barrow już jako nastolatek zainteresował się muzyką mając nadzieję, że dzięki niej będzie mógł opuścić miasteczko Portishead, którego nie lubił. Na początku lat 90. pracował jako chłopiec podający herbatę w miejskich studiach Coach House w Bristolu. W studio tym w 1991 roku zespół Massive Attack nagrywał swój debiutancki album, Blue Lines, Barrow dostał trochę wolnego czasu na nagranie własnych utworów. W tym samym roku w studiu pojawiła się Beth Gibbons, pisząca w tamtym czasie własne piosenki i śpiewająca w bristolskich pubach covery Janis Joplin. Przez kilka lat oboje zapoznawali się z własnymi pomysłami muzycznymi wymieniając się domowymi taśmami, po czym postanowili założyć zespół, Portishead. W międzyczasie Barrow został zatrudniony przez Camerona McVeya, menadżera i męża piosenkarki Neneh Cherry, by uczestniczyć w realizacji jej drugiego albumu, Homebrew z 1992 roku. Muzykę na debiutancki album Portishead Barrow napisał wraz ze swoim przyjacielem, gitarzystą Adrianem Utleyem mając do pomocy inżyniera dźwięku, Dave’a McDonalda. Twórczością Barrowa i Gibbons wkrótce zainteresowały się wytwórnie płytowe, a wyścig o podpisanie kontraktu nagraniowego wygrała ostatecznie niezależna wytwórnia Go! Discs z Londynu. W podpisaniu kontraktu pomógł Barrowowi Utley, chociaż sam go nie podpisał.

### Promocja, wydanie i sprzedaż
Album promował singel „Numb” a także wymyślony przez Barrowa krótkometrażowy, czarno-biały film, To Kill a Dead Man, z quasi szpiegowską fabułą, pozbawiony słów i z instrumentalnym podkładem muzycznym. Film był prezentowany z powodzeniem podczas londyńskich pokazów filmu Wściekłe psy Quentina Tarantino.
Album ukazał się 22 sierpnia 1994 roku jako CD, a w październiku – jako LP. Krótko po premierze sklepy płytowe zauważyły niezadowolonych klientów wracających z płytami, którzy domagali się zwrotu pieniędzy. Skarżyli się, że jakość tłoczenia została naruszona przez kurz podczas produkcji; tuż po wyjęciu z opakowania słychać było trzaski statyczne w cichszych fragmentach muzyki. Właściciele sklepów wyjaśniali, że muzycy celowo dodali trzaski, aby dodać nagraniom ciepła i atmosfery. Zdeterminowani, aby nagrać album z klimatem vintage, wybrali analogowe metody nagrywania zamiast nowoczesnych, cyfrowych. Zespół wyprodukował chropawe sample, słyszalne na całym albumie, gromadząc kolekcję istniejących i nowo nagranych płyt winylowych, a następnie fizycznie manipulując dźwiękiem, w tym celowo go zniekształcając. Później jednak album odniósł sukces na rynku sprzedając się w ciągu kilku miesięcy w liczbie ponad 50 tysięcy egzemplarzy, a zespół, zachęcony powodzeniem rozpoczął występy na żywo, gromadząc coraz liczniejszą publiczność. Do 2008 roku album sprzedany został w liczbie 3,6 miliona egzemplarzy.

### Muzyka
Muzycznie Dummy był mieszanką funku, jazzu, muzyki ze ścieżki dźwiękowej i sampli. Barrow przy jego realizacji wykorzystał elementy muzyki filmowej, którą cenił za jej eksperymenty z brzmieniem, tworzonym przy pomocy gitar i taśm puszczanych od tyłu. Wykorzystał również hip-hopowe techniki produkcji, samplowania, scratchowania, gruchotania skrzynkami i tworzenia pętli. Wśród sampli na albumie znalazły się między innymi: motyw z muzyki filmowej Lalo Schifrina, fragment utworu „Elegant People” z repertuaru Weather Report oraz cytat z twórczości Isaaca Hayesa. Jako instrumentarium wykorzystano gitary i perkusję, syntezator (jako podkład) oraz dodatkowo skrzypce, wiolonczelę i fortepian.

### Lista utworów
| Lista i informacje według Discogs: Side A 1. Mysterons 2. Sour Times 3. Strangers 4. It Could Be Sweet 5. Wandering Side B 1. Numb 2. Roads 3. Pedestal 4. Biscuit 5. Glory Box | Lista i informacje według Discogs: \| 1. \| Mysterons \| 5:06 \| \| \| \| \| \| 2. \| Sour Times \| 4:13 \| \| \| \| \| \| 3. \| Strangers \| 3:58 \| \| \| \| \| \| 4. \| It Could Be Sweet \| 4:19 \| \| \| \| \| \| 5. \| Wandering Star \| 4:56 \| \| \| \| \| \| 6. \| Numb \| 3:57 \| \| \| \| \| \| 7. \| Roads \| 5:09 \| \| \| \| \| \| 8. \| Pedestal \| 3:41 \| \| \| \| \| \| 9. \| Biscuit \| 5:04 \| \| \| \| \| \| 10. \| Glory Box \| 5:06 \| \| \| \| \| \| \| \| 45:29 \| \| \| \| \| |       |
| 1. | Mysterons | 5:06  |
| | |       |
| 2. | Sour Times | 4:13  |
| | |       |
| 3. | Strangers | 3:58  |
| | |       |
| 4. | It Could Be Sweet | 4:19  |
| | |       |
| 5. | Wandering Star | 4:56  |
| | |       |
| 6. | Numb | 3:57  |
| | |       |
| 7. | Roads | 5:09  |
| | |       |
| 8. | Pedestal | 3:41  |
| | |       |
| 9. | Biscuit | 5:04  |
| | |       |
| 10. | Glory Box | 5:06  |
| | |       |
| | | 45:29 |
| | |       |

Wydana została również wersja CD z dodatkowym utworem – „It's A Fire” (umieszczonym pomiędzy „Wandering Star” a „Numb”).
Sample:
- „Sour Times”: Lalo Schifrin – „The Danube Incident”, Smokey Brooks – „Spin It Jig”
- „Strangers”: Weather Report – „Elegant People”
- „Wandering Star”: Eric Burdon and WAR – „Magic Mountain”
- „Biscuit”: Johnnie Ray – „I'll Never Fall In Love Again”
- „ Glory Box”: Isaac Hayes – „Ike's Rap III”

### Muzycy

#### Zespół
- Geoff Barrow – Rhodes, perkusja, programowanie
- Adrian Utley – gitara, gitara basowa, organy Hammonda, theremin
- Beth Gibbons – śpiew

#### Muzycy towarzyszący
- Clive Deamer – perkusja
- Neil Solman – Rhodes, organy Hammonda
- Gary Baldwin – organy Hammonda
- Dave McDonald – flet nosowy
- Andy Hague – trąbka
- Strings Unlimited – smyczki

## Odbiór

### Opinie krytyków
| Oceny łączne                      | Oceny łączne |
| Publikacja                        | Ocena        |
| --------------------------------- | ------------ |
| Album of the Year                 | 90/100       |
| Recenzje                          |              |
| Publikacja                        | Ocena        |
| AllMusic                          | [ 14 ]       |
| Chicago Tribune                   | [ 15 ]       |
| Entertainment Weekly              | A-           |
| Far Out Magazine                  | [ 17 ]       |
| laut.de                           | [ 18 ]       |
| Los Angeles Times                 | [ 19 ]       |
| NME                               | 9/10         |
| Pitchfork                         | 9.5/10       |
| Porcys                            | 7.4/10       |
| Q                                 | [ 23 ]       |
| Rolling Stone                     | [ 24 ]       |
| The New Rolling Stone Album Guide | [ 25 ]       |
| Slant Magazine                    | [ 26 ]       |
| Sputnikmusic                      | 4.0/5        |
| Tylko Rock                        | [ 5 ]        |
| Uncut                             | 10/10        |

Dummy to – według Aimee Ferrier z magazynu Far Out – „wciągające doświadczenie zapraszające słuchaczy do świata samotności, niezadowolenia i paranoi. Pejzaż namalowany przez wokalistkę Beth Gibbons jest mroczny, często beznadziejny, ale całkowicie kuszący”. W podsumowaniu recenzentka stwierdza, iż „Dummy to płyta obowiązkowa; jej hipnotyzujące melodie, zacinające się rytmy i kinowe sample tworzą całkowicie niepowtarzalne brzmienie, które umacnia pozycję zespołu Portishead jako mistrzów gatunku trip-hop”.
Zdaniem Johna Busha z AllMusic Dummy jest „genialną, zaskakująco naturalną syntezą klaustrofobicznych szpiegowskich ścieżek dźwiękowych, mrocznych breakbeatów inspirowanych miłością frontmana Geoffa Barrowa do hip-hopu oraz [śpiewu] wokalistki, Beth Gibbons”, która zaprezentowała swe możliwości wokalne na tle gitary Adriana Utleya oraz gramofonów i klawiszy Barrowa. W podsumowaniu recenzent stwierdził, iż Dummy „lepiej niż jakikolwiek wcześniejszy album połączył precyzyjne produkcje świata tańca z takimi charakterystycznymi dla popu cechami, jak świetne teksty piosenek i doskonałe występy wokalne”. 
Borys Dejnarowicz z magazynu Porcys ocenia, iż „stylistyczną odrębność zapewniły Portishead osobowość i niepodważalna charyzma Beth Gibbons (…) na tle podkładów muzycznych, będących dziełem reszty grupy (…) Geoffa Barrowa i Adriana Utleya”. Muzykę scharakteryzował jako mroczną, przeważnie jednostajnie zrytmizowaną, niewątpliwie bardzo psychodeliczną”.
Według Grzegorza Kszczotka z miesięcznika Tylko Rock Dummy to płyta „spójna, o wspaniałej, trochę niesamowitej atmosferze”. Zawarta na niej muzyka, pomimo że jest spokojna i melancholijna, to jednak z uwagi na obecny w niej rytm zachęca „choćby do podrygiwania. Utwory są podobne w nastroju, a głos Gibbons jest „melancholijny, spokojny, odarty z emocji (…), odarty z nadziei, niewiarygodnie smutny”. Za najładniejszy utwór albumu autor uznał „Sour Times”, a za najsmutniejszy – „Roads”.
Na wokal Gibbons zwraca uwagę również Sal Cinquemani ze Slant Magazine: „Gibbons jest jednocześnie przygnębiona („It Could Be Sweet”), kokieteryjna („Glory Box”) i ponuro podnosząca na duchu („It's a Fire”). Podkład muzyczny to „filmowe kolaże noir Geoffa Barrowa” i „cicho wibrująca gitara Adriana Utleya”. Dummy to album, który „brzmi dziś tak samo przełomowo, jak osiem lat temu” – stwierdza w podsumowaniu autor, dając wydawnictwu maksymalną notę.
Erich Renz z laut.de stwierdza, iż „Portishead pokazali całą chwałę czarnej dziury. Czuli się tak przyciągani przez to, co nieznane i mroczne, że nie mogli nie nauczyć się, jak sobie z tym poradzić”.
Philip Sherburne z magazynu Pitchfork analizując wpływy muzyczne debiutanckiego albumu Portishead zauważył, iż choć Dummy „niesie w sobie echa wielu przełomowych albumów z poprzednich lat: tęsknej narkozy Mazzy Star i Cocteau Twins, szkieletowego hip-hopu Eric B. & Rakim, eterycznych piosenek Julee Cruise” oraz PJ Harvey, The Orb i Seefeel to jednak korzenie zespolu sa bliższe tradycjom dubu i breakbeatu, charakterystycznym dla wielokulturowego Bristolu. Najbliższym poprzednikiem Dummy był, zdaniem recenzenta, album Blue Lines grupy Massive Attack, nagrywany w czasie gdy Barrow pracował jako chłopiec na posyłki i magnetofonista w bristolskim Coach House Studios. Sama muzyka albumu jest „mroczna, wilgotna i stanowi kwintesencję Bristolu, łącząc przenikliwie chłodną mgłę portową z żywicą tysiąca jointów pozostawionych do wypalenia we mgle”.
Loraine Ali z Los Angeles Times oceniła Dummy jako album „bujny i bogaty, a jednocześnie delikatny i urzekający”, zaś Portishead jako „jeden z najbardziej innowacyjnych angielskich zespołów.
Zdaniem Stephena Daltona z NME Dummy to „bez wątpienia wysublimowany debiutancki album. Ale bardzo, bardzo smutny. Z jednej strony jego leniwy, slowbeatowy blues wyraźnie zajmuje teren podobny do bratnich dusz, Massive Attack i całej dalszej hip-hopowej rodziny z Bristolu. Z drugiej jednak strony są to awangardowe, księżycowe krajobrazy o zaciekłym, eksperymentalnym charakterze. Poza tym to uduchowiony szloch Beth Gibbons rzeczywiście ulokował Portishead na emocjonalnej mapie”.
„Z loopów taśmowych i smyczków na żywo, z riffów Rhodesa i anielskiego śpiewu, ci angielscy wywrotowcy konstruują bardzo hip-gotycki hip-hop” – ocenia Paul Evans z magazynu Rolling Stone.

### Listy
| Kraj              | Lista                      | Pozycja |
| ----------------- | -------------------------- | ------- |
| Australia         | Australian Charts          | 23      |
| Belgia            | Ultratop (Flandria)        | 18      |
| Belgia            | Ultratop (Walonia)         | 12      |
| Europa            | European Albums            | 13      |
| Francja           | Les Charts                 | 52      |
| Holandia          | Dutch Charts               | 15      |
| Kanada            | RPM                        | 16      |
| Niemcy            | Offizielle Deutsche Charts | 45      |
| Norwegia          | VG-lista                   | 29      |
| Nowa Zelandia     | New Zealand Charts         | 21      |
| Stany Zjednoczone | Top Album Sales            | 79      |
| Szkocja           | Scottish Albums Chart      | 4       |
| Szwajcaria        | Schweizer Hitparade        | 26      |
| Szwecja           | Swedish Charts             | 20      |
| Wielka Brytania   | UK Albums Chart            | 2       |
| Wielka Brytania   | UK Dance Albums            | 1       |
| Wielka Brytania   | UK R&B Albums Charts       | 1       |

| Kraj            | Lista               | Pozycja |
| --------------- | ------------------- | ------- |
| Belgia          | Ultratop (Flandria) | 55      |
| Belgia          | Ultratop (Walonia)  | 37      |
| Europa          | European Albums     | 36      |
| Kanada          | RPM                 | 39      |
| Wielka Brytania | UK Albums Chart     | 28      |

### Certyfikaty sprzedaży
- Wielka Brytania: 3× platynowa płyta (1 kwietnia 1995, 1 września 1996 i 1 lutego 2019)[51]
- USA: złota płyta (21 sierpnia 1997)[52]
- Kanada: platynowa płyta (1 kwietnia 1998)[53]
- Szwajcaria: złota płyta (1999)[54]
- Belgia: platynowa płyta (18 stycznia 2006)[55]
- Europa: 2x platynowa płyta (2007)[56]

### Wyróżnienia
- 1994 – Album Roku magazynu Melody Maker[5]
- 1995 – Nagroda Mercury Prize[57]
- 2003 – 419. Miejsce na liście 500 albumów wszech czasów magazynu Rolling Stone[58]
- 2015 – 2. miejsce na liście The 50 best trip-hop albums of all time magazynu Fact[59]
- 2021 – 1. miejsce na liście The 20 Best Trip-Hop Albums of All Time magazynu Slant Magazine[60]
- 2022 – 11. miejsce na liście The 150 Best Albums of the 1990s magazynu Pitchfork[61]